# The Simpsons Sing the Blues (àlbum)
The Simpsons Sing the Blues és el primer àlbum sorgit de la sèrie d'animació americana The Simpsons. L'àlbum conté música exclusiva que no apareix a la sèrie, a excepció del primer vers de la cançó "Moaning Lisa Blues", que va aparèixer per primera vegada a l'episodi "Moaning Lisa", emès als Estats Units l' 11 de febrer de 1990. L'àlbum va ser llançat el 4 de desembre de 1990 i entre d'altres va aconseguir arribar a ser el 3r àlbum més venut al Billboard 200.
"Do the Bartman" es alhora la primera cançó i el primer senzill llançat de l'àlbum. Va ser un èxit internacional, incloent ser número 1 a les llistes de Regne Unit el 16 de febrer de 1991, aguantant-hi dues setmanes i aconseguint el certificat d'or després de vendre més de 400.000 còpies. El segon senzill, "Deep, Deep Trouble", també va funcionar bé al Regne Unit, arribant a ser el setè més venut. Tant "Do the Bartman" com "Deep, Deep Trouble" van estrenar els seus videoclips el 1991.
Alguns dels dobladors de la sèrie van oferir les seves veus per a l'àlbum, i van gravar tant cançons originals com versions d'altres artistes. Hi van aparèixer un nombre notable de músics a l'àlbum, com B. B. King, DJ Jazzy Jeff, Dr. John, i Marcy Levy.

## Context
David Geffen, fundador de Geffen Records, tenia la idea de gravar un àlbum basat en la sèrie animada, per a ser llançat al mercat a temps per Nadal del 1990. Els compositors van escriure cançons de blues i hip hop amb lletres humorístiques a mida per als actors que interpretarien les cançons. Els dobladors de la sèrie van gravar el disc durant el setembre de 1990, fet que va complicar la producció d'aquest a causa de la producció de la segona temporada de The Simpsons, que s'estrenava al cap de dues setmans. El títol de l'àlbum el va escollir el productor James L. Brooks." Hem rebuscat diversos estils per al registre", va admetre el creador Matt Groening en una entrevista de 1990. El disc conté una barreja eclèctica de melodies blues antigues com "God Bless the Child" de Billie Holiday' i cançons originals com "Deep, Deep Trouble", que va ser produïda pel raper DJ Jazzy Jef i escrita per Groening.

## Llançament
L'àlbum es va enfrontar a una gran publicitat abans del seu llançament, a causa de diversos detalls que es van filtrar. Fox va intentar mantenir el secretisme respecte l'àlbum fins que les negociacions amb intèrprets com Michael Jackson van sortir a la llum. Un element en particular que va ser molt publicitat va ser la implicació del propi Jackson, que va ser negada al voltant del  llançament de l'àlbum. "Oh, és tan frustrant", va lamentar Groening en una entrevista de 1990. "Fa temps vaig dir a un periodista que m'agradaria que això passés i es va imprimir com si fos cert" ". Els primers informes publicats atribuïen a Jackson com a compositor de "Do the Bartman", fet que va portar a James L. Brooks a emetre un comunicat de premsa demanant disculpes per qualsevol malentès sobre qui va escriure la cançó, i va revelar que Bryan Loren era el compositor. Fox també va organitzar un esdeveniment per a la premsa dedicat a l'àlbum, i va dedicar gairebé una mitja dotzena d'equips de càmeres per entrevistar i gravar els dobladors de la sèrie en acció.
The Simpsons Sing the Blues es va estrenar el 4 de desembre de 1990 i va ser un èxit, arribant a ser el 3r àlbum més venut segons Billboard 200. Això el va convertir en l'àlbum dels Simpsons més reeixit. L'àlbum també va ser un èxit al Regne Unit, on va arribar al #6 en el gràfic dels àlbums i va ser finalment certificat com a disc d'or. El primer senzill de l'àlbum, "Do the Bartman", va ser llançat el 20 de novembre de 1990, seguit de la presentació del videoclip animat després de l'episodi "Bart the Daredevil" emès el 6 de desembre. Després de l'estrena a la cadena Fox, el video va passar a ser exclusiu de MTV. La cançó no va ser llançada com un senzill físic, fet que potser va ajudar a vendre l'àlbum. El video musical de "Deep, Deep Trouble" va debutar després de l'episodi "Bart's Dog Gets an F" el 7 de març de 1991.
El 14 de desembre de 1990, l'àlbum va ser certificat amb el disc de platí, venent més d'1 milió de còpies durant la seva primera setmana de llançament. En qüestió de setmanes, el disc va ser certificat doble platí per la Recording Industry Association of America, el 13 de febrer de 1991, al haver venut més de 2 milions de còpies.

## Recepció
El New York Times va col·locar l'àlbum a la seva llista dels pitjors àlbums de l'any de 1990, afirmant que "la sèrie de televisió era almenys lleument revolucionària, per no dir divertida, l'àlbum destrossa cançons antigues i no té possibilitats amb noves i sòlides"

## Llegat
The Simpsons Sing the Blues és avui considerada com una mostra de la popularitat de The Simpsons. Poc després del llançament i posterior èxit del disc, les companyies discogràfiques van agafar a diversos personatges animats per a convertir-los en estrelles musicals de moda. El gener de 1991, Mattel va anunciar plans per gravar un àlbum de rock  per a Barbie anomenat The Look. Al mateix temps, MCA Records estava acabant treballant en un àlbum basat en els personatges de Mario Bros. SBK i Geffen també van gaudir d'un gran èxit amb discos basats en la pel·lícula Teenage Mutant Ninja Turtles i The Simpsons Sing the Blues. El disc aviat es va convertir en l'àlbum de venda més ràpid que sortia d'un programa de televisió des de la BSO de Miami Vice el 1985. Disney també va publicar un àlbum de cançons de rock cantat per en Sebastian, personatge de The Little Mermaid, així com un àlbum de cançons cantades pel repartiment de Dinosaurs, una sèrie sovint comparada amb The Simpsons durant la seva carrera." Do the Bartman" va inspirar un ball, "The Bartman", que va ser popular a principis de 1991.

## Llista de cançons
1. "Do the Bartman" (escrita per Bryan Loren)[14]
  - Bart Simpson
2. "School Day" (Originalment escrita i interpretada per Chuck Berry)
  - Bart Simpson
  - Buster Poindexter
3. "Born Under a Bad Sign" (originalment interpretada per Albert King; escrita per Booker T. Jones i William Bell
  - Homer Simpson
  - amb B. B. King (guitarra) i la ì la part de la tuba de Tower of Power
4. "Moanin' Lisa Blues" (escrita per John Boylan, Al Jean, Mike Reiss, Jai Winding)
  - Lisa Simpson
  - Homer Simpson (diu: "Lisa, KEEP IT DOWN")!
  - amb Joe Walsh (guitarra "slide"), John Sebastian (harmnica) and i la part de la tuba de Tower of Power (horns))
5. "Deep, Deep Trouble" (Matt Groening, DJ Jazzy Jeff & The Fresh Prince)
  - Bart Simpson
  - Homer Simpson
  - amb DJ Jazzy Jeff (scratches) Rosemary Butler & Marcy Levy (cors de la cançó: 'Nothing But Trouble')
6. "God Bless the Child" (originalment interpretada per Billie Holiday; escrita per Billie Holiday i Arthur Herzog, Jr.)
  - Lisa Simpson
  - featuring "Bleeding Gums" Murphy
7. "I Love to See You Smile" (originalment de Randy Newman)
  - Homer Simpson
  - Marge Simpson
  - featuring Dr. John (piano solo)
8. "Springfield Soul Stew" (basada en "Memphis Soul Stew" de King Curtis)
  - Marge Simpson
9. "Look at All Those Idiots" (Jeff Martin, Sam Simon, Jai Winding)
  - Montgomery Burns (nomenat com a J. Montgomery Burns en l'àlbum)
  - Smithers
10. "Sibling Rivalry" (John Boylan, James L. Brooks, Jai Winding)
  - Bart Simpson
  - Lisa Simpson

## Senzills
| Information |
| --- |
| "Deep, Deep Trouble" - Data de llançament: - Escrita per Matt Groening, DJ Jazzy Jeff, the Fresh Prince - Produida per: - Posició més alta a les llistes: No. 7 (UK) |
| "Do the Bartman" - Data de llançament: 20 de novembre de 1990 - Written by Bryan Loren - Produced by Michael Jackson - Posició mes alta a les llistes: No. 1 (UK)    |
| "God Bless the Child" - Data de llançament: - Escrita per Billie Holiday & Arthur Herzog Jr. - Produida per: - Posicions a les llistes:                              |

## Discografia
| Pais       | Discogràfica    | Format         | Catàleg                |
| EUA        | Geffen          | Casset         | M5G 24308              |
| EUA        | Geffen          | VinIl          | GHS 24308              |
| EUA        | Geffen          | CD             | 9 24308-2              |
| EUA        | Geffen Goldline | Casset         | M5G 24308              |
| EUA        | Geffen Goldline | CD             | 24308                  |
| Canadà     | Geffen          | Casset         | GEBBC-24308            |
| Canadà     | Geffen          | CD             | GEBBD-24308            |
| Canadà     | Geffen          | VinIl          |                        |
| Alemanya   | Geffen          | Casset         |                        |
| Alemanya   | Geffen          | VinIl          | 7599-24308-1           |
| Alemanya   | Geffen          | CD             | 7599-24308-2           |
| Alemanya   | Geffen          | CD             | GED 24 308/GEFD 24 308 |
| Regne Unit | Geffen          | Casset         |                        |
| Regne Unit | Geffen          | VinIl          |                        |
| Regne Unit | Geffen          | CD             | GFLD 19201             |
| EUA        | Geffen          | CD promocional | 9 24308-2              |